# Enteropogon unispiceus
Enteropogon unispiceus är en gräsart som först beskrevs av Ferdinand von Mueller, och fick sitt nu gällande namn av Clayton. Enteropogon unispiceus ingår i släktet Enteropogon och familjen gräs. Inga underarter finns listade i Catalogue of Life.